# 자율미
자율미(雌栗靡, ? ~ ?)는 오손의 군주로, 3대 대곤미다. 2대 대곤미 성미의 아들이다.

## 생애
아버지가 죽자 그 뒤를 이어 대곤미가 됐다. 강력해 흡후들의 복종을 받았고, 자신의 목장에 백성들의 가축이 들어가지 못하게 했다. 옹귀미 때에 비해 나라가 평안하고 화목했다. 대곤미에게 병합될 것을 염려한 소곤미 말진장이 거짓 투항시켜 보낸 귀족 오일령(烏日領)에게 칼로 찔려 죽었다. 단회종이 함께 의논해 작은아버지 이질미를 오손의 대곤미로 세웠다.

## 출전
- 반고: 《한서》 권96하 서역전제66하, 동북아역사재단 편집 《한서외국전역주》에서 인용